# ألكسندر مكسي
ألكسندر مكسي (من مواليد 8 مارس 1939) كان رئيس وزراء ألبانيا الرابع والثلاثين من 13 أبريل 1992 إلى 11 مارس 1997. عالم آثار سابق، كان أول شخص يشغل منصب رئيس وزراء ألبانيا بعد نهاية الحكم الشيوعي. كان مكسي عضوًا في الحزب الديمقراطي لألبانيا وتولى منصبه في نفس الوقت الذي كان فيه الرئيس صالح بريشا، الذي كان ينتمي أيضًا إلى هذا الحزب. قبل دخول السياسة، كان مكسي باحثًا ومُرممًا لآثار العمارة في العصور الوسطى (خاصة الكنائس والمساجد).
استقال مكسي عندما انزلقت البلاد في الحرب الأهلية عام 1997 بسبب المشاكل المالية. بعد أشهر قليلة من استقالة مكسي استقال بيريشا أيضًا. على الرغم من استقالته تمتعت حكومته بواحدة من أطول فترات أي حكومة منتخبة ديمقراطيًا في ألبانيا. في أوائل مايو 2009 أصبح مكسي زعيم قطب الحرية، وهو تحالف يميني بين الحزب الديموقراطي الألباني، وحركة التنمية الوطنية والعديد من جمعيات أصحاب الأراضي التي صادرها النظام الشيوعي. ينظر الكثيرون إلى قطب الحرية على أنها بديل يميني موثوق لانتخابات عام 2009، ويُنظر إليها على أنها تحصل باستمرار على الدعم السياسي والانتخابي. يبدو أن عودة مكسي إلى السياسة النشطة، على الرغم من اتباعها بردود فعل إعلامية مختلطة قد أدركها الألبان جيدًا.